# Port lotniczy Cañal Bajo Carlos Hott Siebert
Port lotniczy Cañal Bajo Carlos Hott Siebert (IATA: ZOS, ICAO: SCJO) – port lotniczy położony 7 km na wschód od Osorno, w regionie Los Lagos, w Chile.